# ابن رشد الجد
أبو الوليد محمد بن أحمد بن رشد القرطبي المشهور بابن رشد الجد (مواليد 450 هـ / 1058م - توفي 19 ذو القعدة 520 هـ / 6 ديسمبر 1126 م) شَيْخُ الْمَالِكِيَّةِ وقاضي الجماعة بقرطبة، وهو جد الفيلسوف ابن رشد. كان حضوره بارزا في المجتمعين المغربي والأندلسي، فقد كان من فقهاء مجلس أمير المسلمين علي بن يوسف، ويعتبر من الفقهاء الذين خدموا الدولة المرابطية وأثروا الحركة العلمية عندها بالعديد من الفتاوى التي ساهمت في تسيير دولة المرابطين، منها فتوى صدرت سنة 520هـ / 1126م استخلص فيها حكما للأمير علي بن يوسف بإبعاد النصارى المستعربين المعاهدين بغرناطة إلى المغرب لغدرهم بالمسلمين ومساندتهم لملك أراغون ألفونسو المحارب عندما شن حملة عسكرية خاطفة داخل بلاد المرابطين، فتم ترحيلهم إلى المغرب وبالضبط إلى مدينتي فاس، مكناسة وسلا.
من أبرز تلامذته الفقيه والمؤرخ القاضي عياض والذي له معه حوارات فقهية عرفت باسم «سؤالات لابن رشد». ومن تلامذته كذلك المؤرخ ابن بشكوال (ت 578 هـ) وقاضي الجماعة بقرطبة ابن أصبغ الأزدي (ت 536 هـ) وابن الوزان (ت 543 هـ) والمحدث ابن سعادة (ت 566هـ) والحافظ المفسر ابن النعمة (ت567 هـ).
تولى منصب قاضي الجماعة (قاضي القضاة) لمدة أربع سنوات، وطلب بعدها إعفاءه سنة 515هـ ليتفرغ لإتمام كتابه الضخم في الفقه «التحصيل والبيان»، إضافة إلى كتابه الشهير «المقدمات» في الفقه أيضا. وتوفي عام 520 هـ، سنة ميلاد حفيده ابن رشد.

## مؤلفاته
أبرز مؤلفاته، منها تم تحقيقها وطبعها في العصر الحديث:
- في كتابه: «البيان والتحصيل والشرح والتوجيه والتعليل لما في المستخرجة من التوجيه والتعليل»،[7] (ط) قال ابن خلدون: «وكتب أهل الأندلس على العتبية ما شاء الله أن يكتبوا مثل: ابن رشد،[8] وأمثاله.[9]
- المقدمات الممهدات (ط)
- نوازل ابن رشد وتسمى أيضاً «الفتاوى» و«الأجوبة». في مجلد ضخم، جمعها تلميذه أبو الحسن ابن الوزان.
- اختصار المبسوطة ، ليحيى بن إسحاق بن يحيى بن يحيى الليثي.
- تهذيب مشكل الآثار، لأحمد الطحاوي الحنفي.
- النوادر .
- المسائل الخلافية .
- حجب المواريث .
- اختصار الحجب على مذهب مالك بن أنس مما روي عن زيد بن ثابت .
- فهرسة .

## راجع أيضا
- ابن الحاج القرطبي

## وصلات خارجية
- العلماء بالله والعلماء بأحكام الله عند ابن رشد الجد